# Mèroe
Mèroe (en grec antic: Μερόη Meróē; en llatí: Mĕrŏē; en meroític: 𐦨𐦡𐦷𐦡𐦥𐦢 medewi) fou el continuador del Regne de Nàpata (també conegut com a Núbia o Regne de Kush). Porta el nom de la seva capital, la ciutat de Mèroe.

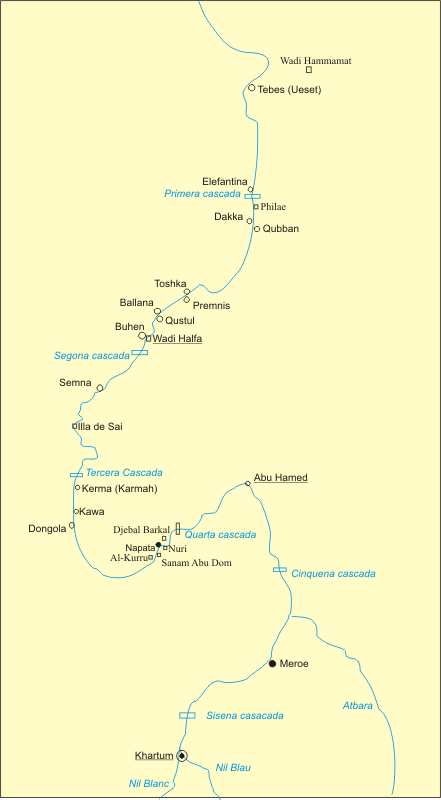
Localització de Mèroe.

## Ciutat
La ciutat de Mèroe existia almenys des del 750 aC i fou capital secundària del Regne de Kush. Nàpata fou saquejada per Egipte el 590 aC i, des de llavors, la capital principal va passar a Mèroe. De la ciutat, es conserven restes de muralla i potser d'un palau reial, alguns temples petits i el gran temple d'Ammó, i santuaris. Els temples estan dedicats a déus egipcis i a déus nubians. Una necròpoli prop de la ciutat té unes mil tombes, quasi totes de túmuls. Una de més llunyana, a Begarawiya, conté tombes reials: la zona sud (més antiga) fins a 204; entre aquestes, la piràmide d'Arakakamani o Arkamani (Ergàmenes), que correspon al primer rei que es va enterrar a la ciutat vers el 260 aC; la zona nord, 44 tombes (37 d'aquestes dels reis de Mèroe, entre el 250 aC i el 320 dC); i el sector oest, amb les tombes dels alts dignataris. Les piràmides són petites (la més gran no arriba als 20 m² de base). Fou excavada del 1909 al 1914, del 1920 al 1923 i del 1974 al 1976.

## Història
Vers el 270 aC, el rei Ergàmenes va destruir Nàpata i es va traslladar a Mèroe, que va passar a ser capital única. Apareixen en aquests anys uns reis rivals, probablement governant a Nàpata: Ardjamani, Kashmerj, Imen Barkal, Iriqe-Pidje-qo i Sabraqamani.
Queda record entre els historiadors romans dels enfrontaments i els tractats entre Roma i Mèroe. Vers el 25 aC, el rei de Mèroe, que ara tornava a residir a Nàpata, va intentar conquerir la Tebaida i va ocupar Elefantina i Siene, però fou rebutjat per Petroni, que va entrar a Nàpata uns mesos després de conquerir Dakka i Premnis. La reina Càndaces (Kandako, modern Candida) o Amanirena va demanar un tractat de pau que li fou refusat i els romans es van emportar milers d'esclaus i botí. Finalment, la reina va apel·lar per la pau a Cèsar August, que la hi va concedir vers el 20 aC i es va establir la frontera i el Regne de Núbia (Mèroe) va quedar lliure de tribut. Premnis fou retornat a Mèroe. Progressivament, durant aquests darrers segles del mil·lenni, el culte a Ammó, el déu egipci principal entre els nubians, fou substituït pel déu local Apedemak.
Vers l'any 250 de la nostra era, la cultura va fer un canvi radical, en entrar a la Vall del Nil pobles d'altres llocs identificats com a grup X. Desapareixeran les piràmides i sorgiren els enterraments en túmuls que s'aprecien al regne nubià de Ballana, on els reis estan enterrats amb servidors, cavalls, camells i rucs. Sembla que aquests invasors podrien ser l'origen de les tribus Tobati que van dominar Núbia al començament de l'era cristiana. Grups nubians anomenats blèmies (antecessors dels actuals beges), van fer incursions en territori romà. Dioclecià els va reconèixer com a federats a l'imperi; tot i així, ciutats com Prima, Fènicon, Ciris, Tafis i Talmis, al sud d'Egipte, es van rendir als atacants.
El 298, Roma va evacuar la zona de la frontera amb Mèroe (és a dir, amb la part nord de Núbia). El Regne nubià va atacar uns anys després el Regne d'Axum (a l'actual Etiòpia) i, en el contraatac, Mèroe fou ocupada i el regne es va enfonsar vers el 350, fraccionant-se en estats menors. Tot i això, en el segle v, la Tebaida estava tan devastada que l'emperador Marcià va haver de signar un desfavorable tractat de pau el 451 amb un rei de Núbia, potser el de Nobàdia, principal regne successor de Mèroe.

## Reis
Vegeu Núbia, amb la llista dels reis de Nàpata i Mèroe.